# Regina Moroz
Regina Viktorovna Moroz em russo: Регина Мороз (Voronej,14 de janeiro de 1987) é uma voleibolista russa que atua na posição de central. Atualmente defende as cores do Dinamo Moscou.

## Clubes
| Clube                | De        | A         |
| -------------------- | --------- | --------- |
| SVS Voronej          | 2002-2003 | 2002-2003 |
| Universitet Belgorod | 2003-2004 | 2004-2005 |
| Stinol Lipetsk       | 2005-2006 | 2007-2008 |
| Indesit Lipetsk      | 2008-2009 | 2008-2009 |
| Dinamo Kazan         | 2009-2010 | 2013-2014 |
| Dinamo Moscou        | 2014-2015 | …         |

## Títulos

### Clubes
- Copa da Rússia
  - Vencedora : 2010, 2012.
  - Finalista : 2011, 2013.
- Campeonato Russo
  - Vencedora : 2011, 2012, 2013, 2014, 2016.
  - Finalista: 2015.
- Liga dos Campeões
  - Vencedora : 2014.
- Campeonato Mundial de Clubes
  - Vencedora : 2014.

### Prêmios Individuais
- 2014 : Melhor Central.